# Коста Мандровић
Константин Коста Мандровић (fl.1873 – 1903) био је српски илустратор, аутор и издавач активан у Бечу.
Био је етнички Србин који је живео у Бечу.
Мандровић је био је искусан трговац књигама, пре него што је почео да издаје илустровани часопис Српска зора (1876-1881).

## Дела
- Mandrović, Kosta (1885). Ilustrovana istorija srpskog naroda od najstarijih vremena do proglašenja nove kraljevine: Sa 120 slika i jednom kartom Balkanskog poluostrova.
- Mandrović, Kosta (1903). Ilustrovana istorija: srpskog naroda od najstarijih vremena do XIX veka za narod i školu. Stamparija Fridriha Jaspera.